# Hinter St. Petri

Die Lage der früheren Straße Hinter St. Petri, rot markiert auf einem Stadtplan von 1910

Hinter St. Petri war eine Straße in der Lübecker Altstadt.

## Lage
Die etwa 70 Meter lange Straße befand sich im westlichen Teil der Altstadtinsel, im Marien Quartier. Sie begann am Zusammentreffen von Großer Petersgrube und Schmiedestraße bei der Petrikirche. Die Straße führte unmittelbar am Chor der Kirche entlang, wobei sie die Krümmung des Bauwerks nachvollzog. Kurz nach der Einmündung des von Westen kommenden Petrikirchhofs endete die Straße an der Kreuzung mit Kohlmarkt, Holstenstraße und Schüsselbuden.

## Geschichte
Erstmals urkundlich erwähnt wird die Straße 1312 unter dem lateinischen Namen Versus chorum S. Petri (Zum Chor von St. Petri). 1334 lautet die Bezeichnung Apud sanctum Petrum (Bei St. Petri). Abweichend davon ist 1423 Parva platea fabrorum (Kleine Schmiedestraße) und 1456 die niederdeutsche Benennung Kleyne Smedestrate in Gebrauch, während für 1449 Achter dem Core Petri (Hinter dem Petri-Chor) belegt ist. 1608 lautet der Name By St. Peter. 1852 wurde Hinter St. Petri amtlich als Straßenname festgelegt.
Am 6. November 1933 wurde der Platz Hinter St. Petri in Hans Lody-Platz umbenannt. Kaiinspektor Plöger, Kapitänleutnant a. D. und Freund Lodys hielt die Ansprache und tat den ersten Spatenstich.
Beim Bombenangriff vom 29. März 1942 wurde die historische Bebauung völlig vernichtet; allein die Petrikirche blieb schwer beschädigt erhalten. Beim Wiederaufbau in den 1950er Jahren wurde die Straße Hinter St. Petri aufgehoben. An ihrer Stelle verläuft nun die verlängerte Schmiedestraße, die jedoch im Unterschied zu ihrer Vorgängerin keine am Chor der Petrikirche orientierte, geschwungene Linienführung mehr aufweist, sondern begradigt und deutlich verbreitert wurde.

## Bilder

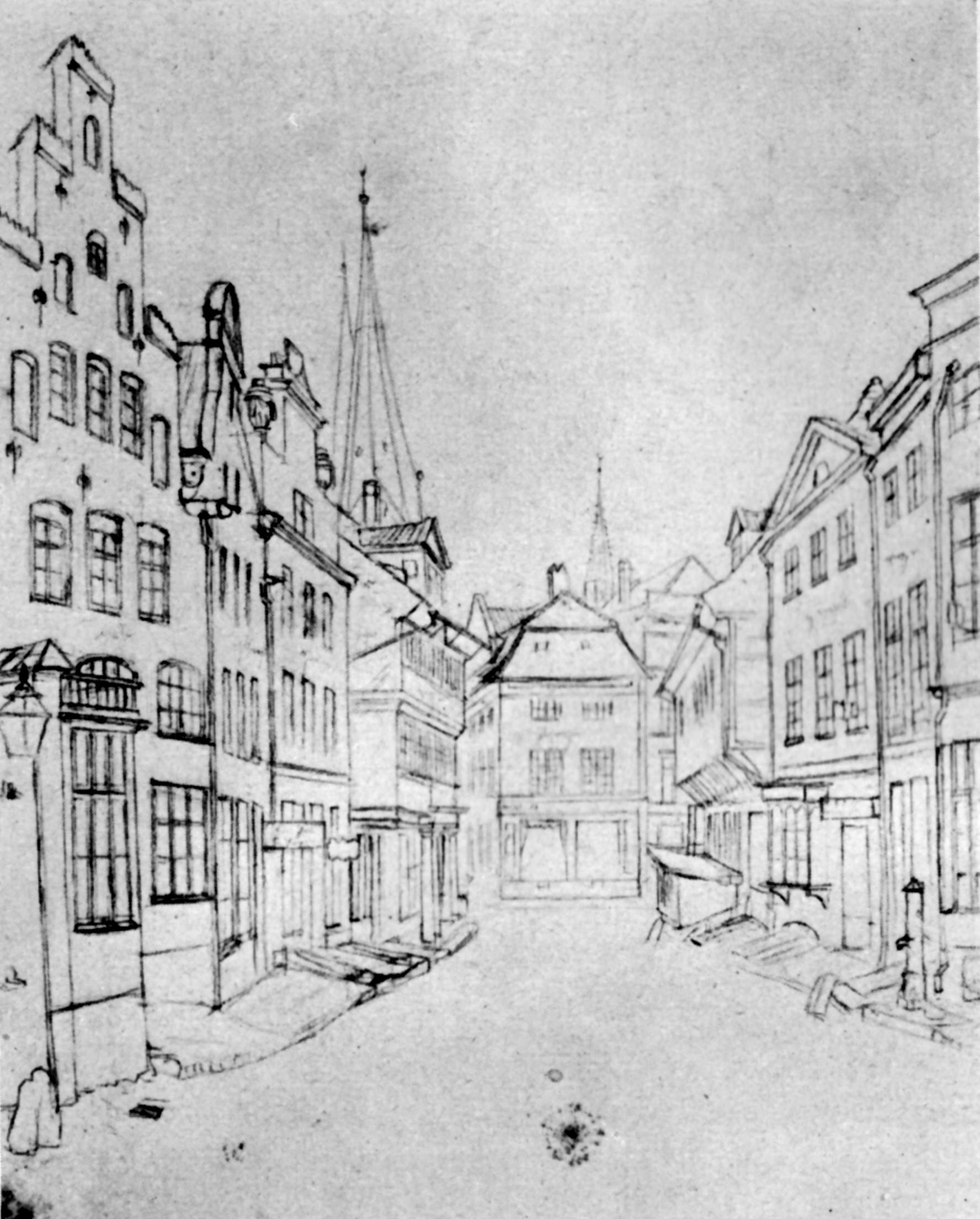
Hinter St. Petri, Blick in Richtung Kohlmarkt
Blick in die Straße Hinter St. Petri vom Kohlmarkt, 1871
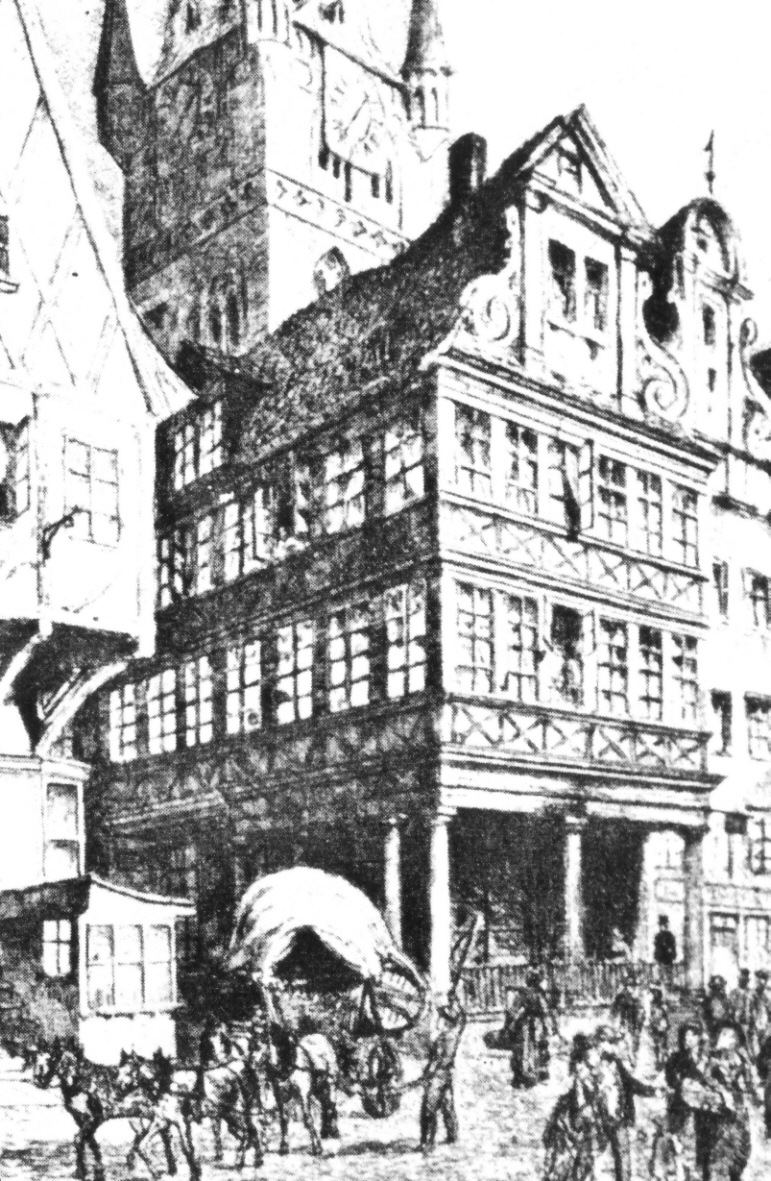
Die Einmündung der Straße Hinter St. Petri in den Kohlmarkt, 1870